# Challenger de Ginebra
EL Geneva Open Challenger es un torneo profesional de tenis. Pertenece al ATP Challenger Series. Se juega desde el año 1988 sobre tierra batida, en Ginebra, Suiza.

## Palmarés[1]

### Individuales
| Año  | Campeón                | Finalista              | Resultado      |
| ---- | ---------------------- | ---------------------- | -------------- |
| 2013 | Malek Jaziri (2)       | Jan-Lennard Struff     | 6–4, 6-3       |
| 2012 | Marc Gicquel           | Matthias Bachinger     | 3–6, 6–3, 6–4  |
| 2011 | Malek Jaziri (1)       | Mischa Zverev          | 4–6, 6–3, 6–3  |
| 2010 | Grigor Dimitrov        | Pablo Andújar          | 6–2, 4–6, 6–4  |
| 2009 | Dominik Meffert        | Benjamin Balleret      | 6–3, 6–1       |
| 2008 | Kristof Vliegen (2)    | Yuri Schukin           | 6–2, 6–1       |
| 2007 | Yuri Schukin           | Jesse Huta Galung      | 6–3, 6–2       |
| 2006 | Jérôme Haehnel         | Chris Guccione         | 7–6, 4–6, 6–3  |
| 2005 | Werner Eschauer        | Damian Patriarca       | 6–3, 6–1       |
| 2004 | Stanislas Wawrinka (2) | Christophe Rochus      | 4–6, 6–4, RET. |
| 2003 | Stanislas Wawrinka (1) | Emilio Benfele Álvarez | 6–1, 7–5       |
| 2002 | Kristof Vliegen (1)    | Galo Blanco            | 6–2, 6–2       |
| 2001 | Dennis van Scheppingen | Željko Krajan          | 6–3, 6–2       |
| 2000 | Nicolas Thomann        | Álex Calatrava         | 6–4, 6–7, 6–1  |
| 1999 | Michel Kratochvil      | Orlin Stanoytchev      | 6–0, 6–1       |
| 1998 | Joan Albert Viloca     | Younes El Aynaoui      | 6–3, 6–4       |
| 1997 | Andrea Gaudenzi        | Alberto Martín         | 6–2, 6–1       |
| 1996 | Marcelo Charpentier    | Oliver Gross           | 6–2, 3–1, RET. |
| 1995 | Younes El Aynaoui      | Karim Alami            | 6–1, 6–4       |
| 1994 | José Francisco Altur   | Martín Rodríguez       | 7–6, 6–4       |
| 1993 | Gabriel Markus         | Karol Kučera           | 3–6, 6–2, 7–5  |
| 1992 | Sergio Cortes          | Filip Dewulf           | 6–7, 6–2, 6–4  |
| 1991 | Marcos Aurelio Górriz  | Dinu Pescariu          | 6–3, 6–2       |
| 1990 | Roberto Argüello       | Daniel Orsanic         | 6–3, 6–0       |
| 1989 | Gilad Bloom            | Arnaud Boetsch         | 6–4, 6–1       |
| 1988 | Gustavo Giussani       | Simone Colombo         | 6–4, 2–6, 6–3  |

### Dobles
| Año  | Campeones                               | Finalistas                                | Resultado              |
| ---- | --------------------------------------- | ----------------------------------------- | ---------------------- |
| 2013 | Oliver Marach Florin Mergea             | František Čermák Philipp Oswald           | 6-4, 6-3               |
| 2012 | Johan Brunström Raven Klaasen           | Philipp Marx Florin Mergea                | 7–6(2), 6–7(5), [10–5] |
| 2011 | Igor Andreev Evgeny Donskoy             | James Cerretani Adil Shamasdin            | 7–61, 7–62             |
| 2010 | Gero Kretschmer Alex Satschko           | Philipp Oswald Martin Slanar              | 6–3, 4–6, [11–9]       |
| 2009 | Diego Álvarez Juan-Martín Aranguren     | Henri Laaksonen Philipp Oswald            | 6–4, 4–6, [10–2]       |
| 2008 | Daniel Köllerer Frank Moser             | Rameez Junaid Philipp Marx                | 7–6, 3–6, [10–8]       |
| 2007 | Sebastián Decoud Yuri Schukin (2)       | James Cerretani Olivier Charroin          | 6–3, 6–7, [10–4]       |
| 2006 | Michal Navratil Yuri Schukin (1)        | Konstantinos Economidis Lovro Zovko       | 1–6, 6–2, [10–6]       |
| 2005 | Rubén Ramírez Hidalgo Santiago Ventura  | Stéphane Bohli Roman Valent               | 6–3, 7–5               |
| 2004 | Tomáš Cibulec David Škoch               | Werner Eschauer Herbert Wiltschnig        | 6–2, 6–4               |
| 2003 | Álex López Morón Andrés Schneiter       | Emilio Benfele Álvarez Philipp Petzschner | 6–4, 5–7, 7–6          |
| 2002 | Victor Hănescu Leonardo Olguin          | Andrés Schneiter Orlin Stanoytchev        | 1–6, 6–4, 6–4          |
| 2001 | Diego del Río (3) Orlin Stanoytchev     | Feliciano López Francisco Roig            | 2–6, 7–6, 7–6          |
| 2000 | Diego del Río (2) Edgardo Massa         | Yves Allegro Julien Cuaz                  | 7–5, 7–6               |
| 1999 | Emilio Benfele Álvarez Álex López Morón | Paul Hanley Nathan Healey                 | 7–5, 6–3               |
| 1998 | Rikard Bergh Jens Knippschild           | Michal Tabara Radomír Vašek               | 6–2, 3–6, 6–4          |
| 1997 | Diego del Río (1) Mariano Puerta        | Guillaume Marx Olivier Morel              | 6–3, 6–4               |
| 1996 | Patrick Baur Jens Knippschild           | George Bastl Michel Kratochvil            | 6–1, 6–1               |
| 1995 | Clinton Ferreira Gábor Köves            | Stéphane Manai Patrick Mohr               | 6–4, 6–2               |
| 1994 | Luis Lobo Daniel Orsanic                | Brett Dickinson Glenn Wilson              | 1–6, 7–6, 6–4          |
| 1993 | Jan Apell Nicklas Utgren                | Claudio Mezzadri Christian Miniussi       | 6–4, 6–2               |
| 1992 | Filip Dewulf Tom Vanhoudt               | Alfonso González-Mora Marcelo Rebolledo   | 6–3, 6–2               |
| 1991 | Vladimer Gabrichidze Martin Střelba     | Roberto Argüello Christian Miniussi       | 1–6, 6–3, 6–4          |
| 1990 | Henrik Holm Nils Holm                   | Branislav Stanković Richard Vogel         | 3–6, 7–5, 7–6          |
| 1989 | Peter Ballauff Ugo Pigato               | Arnaud Boetsch Slava Doseděl              | 6–4, 6–3               |
| 1988 | Nevio Devide Stefano Mezzadri           | Mihnea-Ion Năstase Srinivasan Vasudevan   | 7–6, 4–6, 6–4          |